# Mapania liberiensis
Mapania liberiensis är en halvgräsart som beskrevs av David Alan Simpson. Mapania liberiensis ingår i släktet Mapania och familjen halvgräs.
Artens utbredningsområde är Liberia. Inga underarter finns listade i Catalogue of Life.